# Eupithecia nonferenda
Eupithecia nonferenda är en fjärilsart som beskrevs av András Vojnits 1981. Eupithecia nonferenda ingår i släktet Eupithecia och familjen mätare. Inga underarter finns listade i Catalogue of Life.